# Synchronicity II
Synchronicity II ist ein Song von The Police und die dritte Single aus ihrem Album Synchronicity. Es wurde von Sting geschrieben und erreichte Platz 17 in den UK Singles Charts und Platz 16 in den Billboard Hot 100 im Dezember 1983.

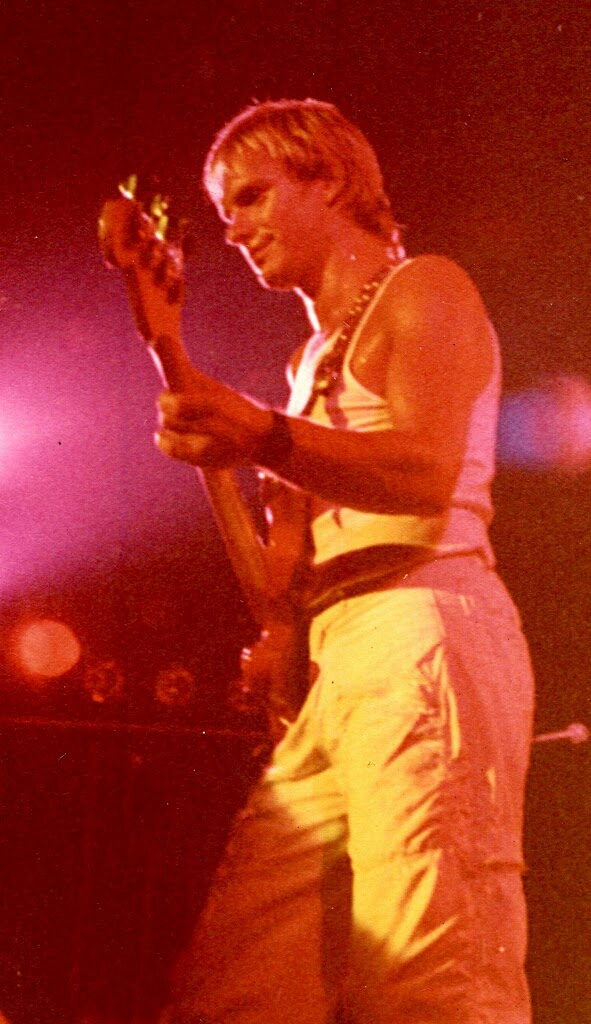
Sting (1980)

## Hintergrund
Der Song, der sich auf Carl Gustav Jungs Theorie der Synchronizität bezieht, erzählt die Geschichte eines Vaters, dessen Zuhause, Arbeitsleben und Umgebung entmutigend und deprimierend sind. In einem Abschnitt des Textes heißt es: „Großmutter schreit die Wand an“, und „Mutter singt ihre Litanei der Langeweile und Frustration, aber wir wissen, dass alle ihre Selbstmorde vorgetäuscht sind.“ Später hören wir von der Demütigung durch seinen Chef („und jedes einzelne Treffen mit seinem sogenannten Vorgesetzten ist ein demütigender Tritt in den Schritt“), während er „weiß, dass irgendwo etwas zerbrechen muss.“ In der Zwischenzeit taucht etwas Ungeheuerliches aus einem „dunklen schottischen See“ auf, eine Anspielung auf das Ungeheuer von Loch Ness – eine Parallele zu den inneren Ängsten des Vaters.

„Es ist eine häusliche Situation, in der ein Mann am Rande der Paranoia steht, und während seine Paranoia zunimmt, nimmt ein Monster in einem schottischen See Gestalt an, wobei das Monster ein Symbol für die Ängste des Mannes ist. Das ist eine synchronistische Situation.“

Die Interpretationen des lyrischen Inhalts gehen weit auseinander.
In Synchronicity II verzichtet Gitarrist Andy Summers „auf die hübschen Clean-Sounds und setzt stattdessen auf postapokalyptische Kreischgeräusche und krachende Powerchords“, schreibt Matt Blackett in der Zeitschrift Guitar Player. Summers erinnert sich, wie die Rückkopplungen entstanden sind: „Ich war also im Studio mit der Strat und zwei Marshalls, die voll aufgedreht waren, und wartete, dass sie den Track laufen ließen. Ich setzte die Kopfhörer auf und fing an, mit der Rückkopplung herumzuspielen, und gab ihr wirklich eine... sechs Minuten lang kreischte mein Leben an der Gitarre vorbei!“
Laut Summers sollte es ursprünglich eine Verbindung zwischen diesem Song und dem Gegenstück Synchronicity I geben:

„Wir hatten diesen Abschnitt für 'Synchronicity', den wir als 'The Loch' bezeichneten. Ich habe meinen Gitarrensynthesizer auf Cis umgestimmt, und das hat einen tollen Klangteppich erzeugt. Dazu gab es ein akustisches Instrument, ein paar Becken und eine Oboe, sehr ruhig. Wir wollten es am Ende von 'Synchronicity I' einsetzen - es sollte das Monster von Loch Ness sein - und dann sollte es in 'Synchronicity II' übergehen. Aber wir konnten es nicht wirklich zum Laufen bringen. Miles (Copeland) mochte es nicht... es war ihm zu psychedelisch.“

Die B-Seite der Single war das Lied Once Upon A Daydream, das von Andy Summers und Sting gemeinsam geschrieben wurde. Sting erinnert sich: „Es sind Akkorde, die sich Andy ausgedacht hat und zu denen ich am Swimmingpool in Monserrat einen Text geschrieben habe. Es ist sehr düster, aber das war die Zeit von The Ghost in the Machine. Sehr intensiv.“

## Musikvideo
Das Musikvideo zu Synchronicity II wurde unter der Regie von Godley & Creme am Rande von London gedreht. Darin ist die Band zu sehen, wie sie auf riesigen Stapeln von Gitarren, Schlagzeug, Schrott, Autoteilen und Drähten auftritt, wobei Schutt und Papiere umherfliegen, unterbrochen von Aufnahmen von Loch Ness bei jedem Refrain. Die Bandmitglieder standen getrennt voneinander auf separaten Türmen aus Baugerüsten und trugen dystopische Outfits. Mit Luftgebläsen und Trockeneis wurde ein nebliges und stürmisches Aussehen erzeugt. Während der Dreharbeiten fing Copelands Turm Feuer und die Crew begann, das Gebäude zu verlassen. Creme wies den Kameramann an, die Kameras trotz der Gefahr weiterlaufen zu lassen.

## Chartplatzierungen
| ChartsChartplatzierungen       | Höchstplatzierung | Wochen |
| ------------------------------ | ----------------- | ------ |
| Vereinigtes Königreich (OCC)   | 17 (4 Wo.)        | 4      |
| Vereinigte Staaten (Billboard) | 16 (14 Wo.)       | 14     |